# Bațevo, Olevsk
Bațevo (în ucraineană Бацеве) este un sat în comuna Jovtneve din raionul Olevsk, regiunea Jîtomîr, Ucraina.

## Demografie
Componența lingvistică a localității Bațevo
     Ucraineană (98,25%)
     Rusă (1,75%)
Conform recensământului din 2001, majoritatea populației localității Bațevo era vorbitoare de ucraineană (98,25%), existând în minoritate și vorbitori de rusă (1,75%).